# 62 Piscium
62 Piscium är en gul jätte som ligger i Fiskarnas stjärnbild.
62 Piscium har visuell magnitud +5,91 och är svagt synlig för blotta ögat vid god seeing. Stjärnan befinner sig på ett avstånd av ungefär 580 ljusår.